# 장예나
장예나(1995년 11월 27일 ~ )는 대한민국의 성우로, 2015년 대원방송 성우극회 공채 6기로 입사했다.

## 애니메이션
- 12영웅전사 - 미르곤
- 나의 히어로 아카데미아 - 어린 미도리야 이즈쿠
- 내 친구 호비 - 동동이, 리리, 코돌이
- 달의 요정 세일러문 세일러 스타즈 - 세일러 아이언 마우스, 세일러 레드 크로우
- 듀비카 - 장비용
- 일곱개의 대죄 - 호크
- 엄마 찾아 삼천리 - 콘체타 페피노, 지나 크리스티
- 소년탐정 김전일 R 2기
〈혈류실 살인사건〉 - 카이호의 엄마
〈장미 십자관 살인사건〉 - 젠다 미루쿠
〈설인귀 전설 살인사건〉 - 소우마 마키
〈여의사의 기묘한 음모〉 - 간호사
〈여우불 띄우기 살인사건〉 - 마리카의 엄마
- 신 도라에몽
- 심쿵! 프리큐어 - 다비, 카루타 여왕
- 아기상어 올리와 윌리엄 - 아기상어 올리, 성게어니
- 어플몬스터 - 한바다
- 역전재판 - 오오타키 큐타
- 오소마츠 6쌍둥이 - 토토코, 아이다, 카오루코(#14)
- 원피스 Original 14기 마린포드 편 PART1 - 화이트베이
- 원피스 NEW 조 편 - 코알라
- 원피스 New 홀케이크 아일랜드 편 - 맨셸리, 어린 상디
- 원피스 Original 16기 어인섬 편 - 릴리 엔스토막
- 페어리 테일 9기 타르타로스 편 - 라미
- 해피니스 프리큐어 - 배주희/큐어 허니
- 플랜더스의 개 - 아로아
- 내 마음은 무지 (투니버스) - 네오
- 반짝반짝 해피★ 열려라! 코코밍 (디즈니 채널) - 레이밍
- 아발로 왕국의 엘레나 (디즈니 주니어)
- 퍼피독 친구들 (디즈니 주니어)
- 리나는 뱀파이어 (디즈니 주니어, 디즈니+) - 리나
- 머펫 프랜즈 (디즈니 주니어, 디즈니+) - 내니
- 멋쟁이 낸시 클랜시 (디즈니 주니어, 디즈니+) - 브리 제임스
- 신비한 개구리 나라 앰피비아 (디즈니 채널, 디즈니+) - 사샤, 매디, 벨라, 앤의 엄마
- 꼬마로켓티어 (디즈니 주니어, 디즈니+) - 키트
- 반짝이는 프리☆채널 - 모모야마 미라이/라미 키랏츄/트윙츄 후도 데비/데데
- 일하는 세포 (애니맥스) - 조절 T 세포
- 헬로 카봇 쿵 (카툰네트워크) - 피노쿵
- 포켓몬스터 W (투니버스) - 숙희, 염버니
- 포켓몬스터 (투니버스) - 나오하, 나로테, 코니아, 안
- 매지컬 파티 (투니버스) - 칸나
- 디지몬 유니버스 어플리 몬스터즈 - 한바다
- 디지몬 고스트 게임 (재능TV) - 문유리
- 헤일리는 임무중! (디즈니+) - 헤일리 뱅크스
- 사랑의 하츄핑 - 라라핑, 메이드, 딱풀핑
- 메탈카드봇 S - 준 그랜트

## KBS
- 캐치! 티니핑 (KBS) - 라라핑, 마야, 헤이쥬
- 티티 체리 (KBS) - 체리/티티 체리
- 다이노 파워즈 (KBS) - 스컬스
- 구르곰 구르닭 (KBS) - 구르닭, 구르린, 구르양
- 메탈카드봇 (KBS) - 준 그랜트
- 카비온 -  해리, 레아, 키리코, 배트파파, 선샤인
- 핑크퐁과 호기: 새 친구 니니모 - 제니, 아기상어 올리

## KBS 키즈
- 티티 체리 스폐셜 - 체리
- 마계학교! 이루마군 2 - 클라라
- 마계학교! 이루마군 3 - 클라라, 코나
- 베리베리 뮤우뮤우 뉴 - 홍베리
- 베리베리 뮤우뮤우 뉴 2 - 홍베리
- 포켓몬스터 리코와 로드의 모험 파트2 - 코니아, 안
- 포켓몬스터 테라파고스의 빛 파트3 - 코니아, 안

### 타사
- 포켓몬스터 테라스탈 데뷔 파트4 - 코니아, 안

### 극장용 애니메이션
- 극장판 도라에몽 신 진구의 우주개척사 - 푸푸
- 극장판 프리큐어 올스타즈 NEW STAGE 2 마음의 친구 - 다비
- 스즈메의 문단속 - 이와토 스즈메
- 극장판 달의 요정 세일러문 R - 어린 피오레, 여학생
- 극장판 달의 요정 세일러문 SuperS - 본본 베이비즈
- 극장판 달의 요정 세일러문 SuperS 유리의 첫사랑
- 짱구는 못말려 극장판: 폭풍수면! 꿈꾸는 세계 대돌격(2016) - 나마나, 지혜
- 극장판 도라에몽: 신 진구의 버스 오브 재팬(2016) - 코이야메
- 극장판 도라에몽: 진구의 남극 꽁꽁 대모험(2017) - 유카탄
- 위시 - 바지마
- 아기상어 극장판: 사이렌 스톤의 비밀 - 아기상어 올리
- 베베핀 극장판: 사라진 베베핀과 핑크퐁 대모험 - 아기상어 올리
- 극장판 캐치! 티니핑 2기(가제) - 라라핑
- 핑크퐁 시네마 콘서트 5 (2028) - 아기상어 올리, 제니, 성게어니
- 캐치! 티니핑: 실사영화판 2030 - 라라핑

### 특촬물
- 가면라이더 드라이브 - 유하리
- 파워레인저 닌자포스 - 어린 이만세, 닌자말벌
- 파워레인저 다이노소울 - 지나/소울 핑크, 레서가루
- 엑스가리온 - 토리

### OST
- 핑크퐁 원더스타 - 오프닝
- 해피니스 프리큐어 오프닝 해피니스 프리큐어 Wow 노래
- 해피니스 프리큐어 엔딩 프리큐어 메모리
- 키랏토 프리☆챤
- 반짝이는 프리채널 1,2기 오프닝, 1기 1화 삽입곡 레디액션, 1기 엔딩, 2기 1화 삽입곡
- 위시캣 오프닝 엔딩

### 게임
- 산타는 교복을 입을 수 밖에 없어 - 산타
- 섬광천사 리토나 리리셰 - 리리셰
- 테일즈런너 - 라라 공주
- 사이퍼즈 - 티샤
- 엘소드 - 라비
- 던전 앤 파이터 - 히만 스텔라, 마탄6레이나, 자비의 비타
- 마피아42 - 과학자, 테러리스트
- DJMAX RESPECT V - ALiCE
- 쿠키런: 킹덤 - 오징어먹물맛 쿠키

### 영화
- 드래곤 길들이기 - 아스트리드(니코 파커)
- 말레피센트 2 - 오로라 공주 (엘 패닝)
- 블랙 위도우 - 옐레나 벨로바(플로렌스 퓨)

### 외화
- 호크아이 - 옐레나 벨로바(플로렌스 퓨) / 웬디 콘래드(아덴티포 토머스)